# Barajas de Melo
Barajas de Melo é um município da Espanha, na província de Cuenca, comunidade autônoma de Castela-Mancha. Tem 136,81 km² de área e em 2021 tinha 1 005 habitantes (densidade: 7,3 hab./km²). Limita com os municípios de Almoguera, Belinchón, Estremera, Huelves, Illana, Leganiel, Paredes, Saceda-Trasierra e Vellisca.